# Piper schlechteri
Piper schlechteri är en pepparväxtart som beskrevs av C. Dc.. Piper schlechteri ingår i släktet Piper och familjen pepparväxter. Inga underarter finns listade i Catalogue of Life.